# Muriceides dubia
Muriceides dubia är en korallart som beskrevs av Nutting 1910. Muriceides dubia ingår i släktet Muriceides och familjen Plexauridae. Inga underarter finns listade i Catalogue of Life.